# 太平站 (韓國)
太平站（：／ Taepyeong yeok */?）是水仁·盆唐線沿線的一座地下車站，位於韓國京畿道城南市壽井區壽進2洞4808番地。

## 車站結構
站體為2面2線側式月台的地下車站，候車月台設有月台幕門。

### 月台配置
| ↑ 嘉泉大學 |
| \| １      |
| 牡丹 ↓     |

| 月台 | 路線                   | 目的地                                 |
| ---- | ---------------------- | -------------------------------------- |
| 1    | ●首都圈電鐵水仁·盆唐線 | 水原、器興、竹田、書峴、牡丹、仁川方向 |
| 2    | ●首都圈電鐵水仁·盆唐線 | 往十里、首爾林、宣靖陵方向             |

## 歷史
- 1994年9月1日：落成啟用。

## 車站周邊
- 壽井區衛生所
- 城南中央市場
- 城南外國人居民福利中心
- 城南壽井警察署
- E-mart城南太平店

## 圖片

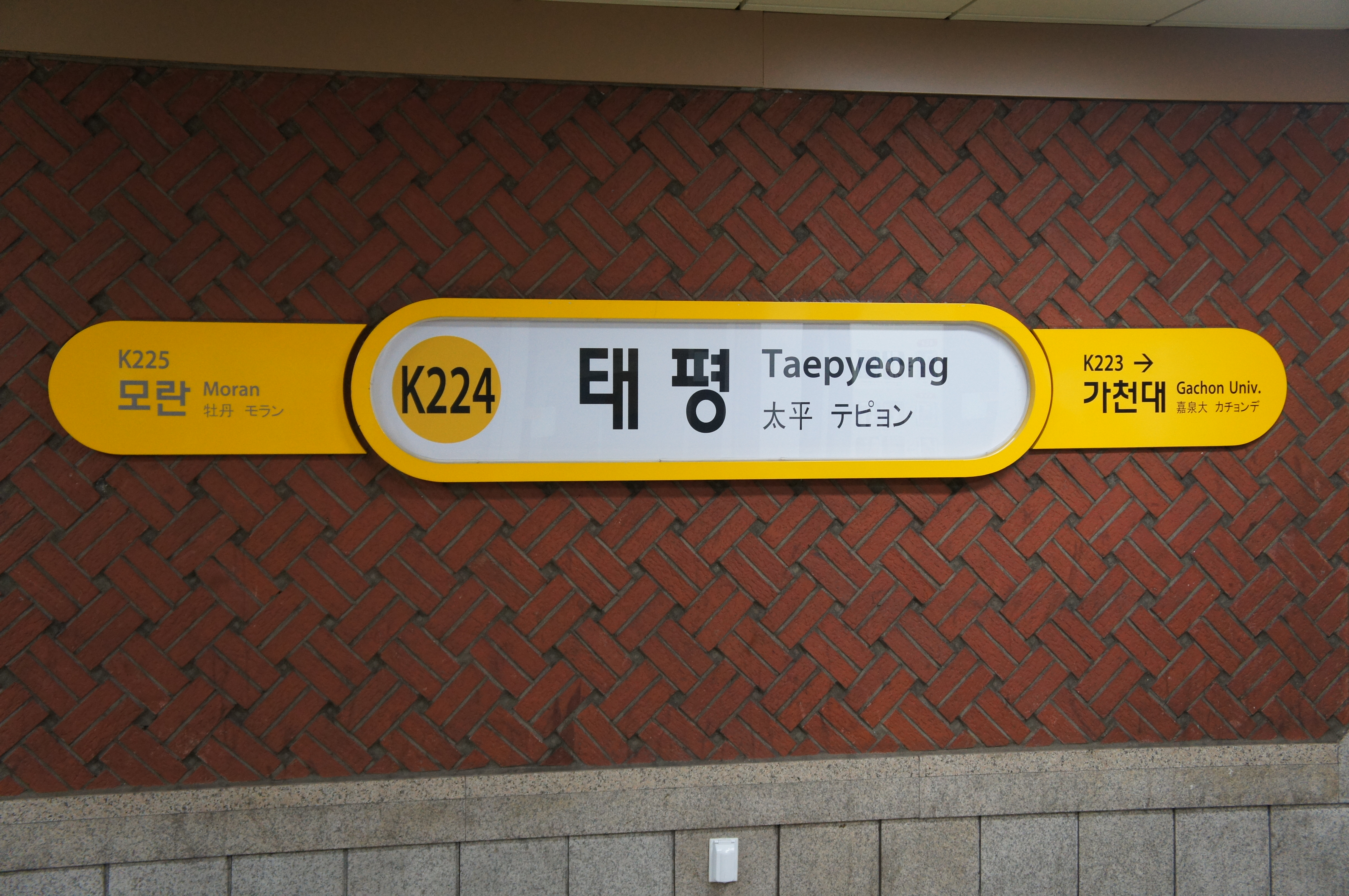
站名牌
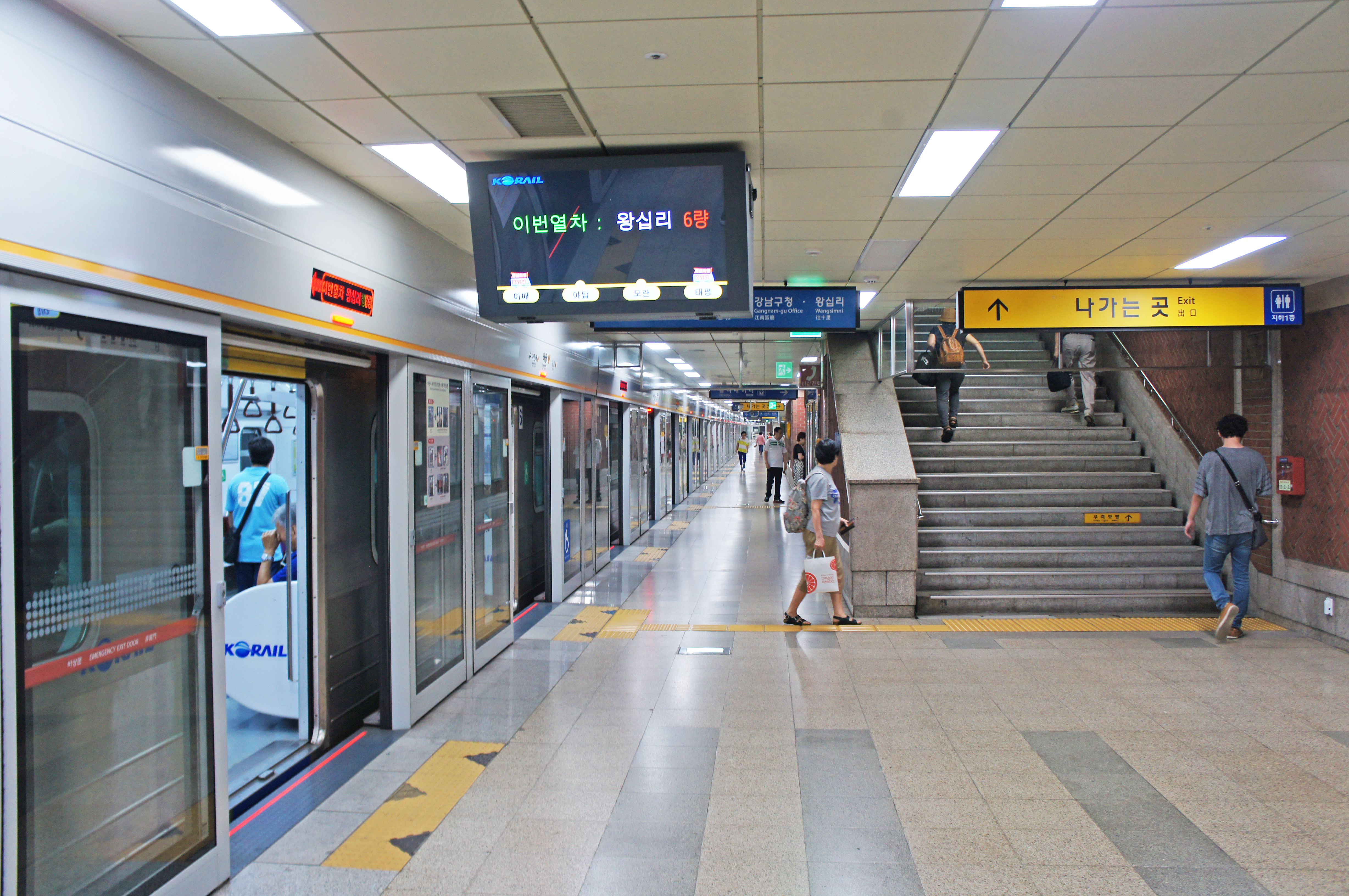
候車月台
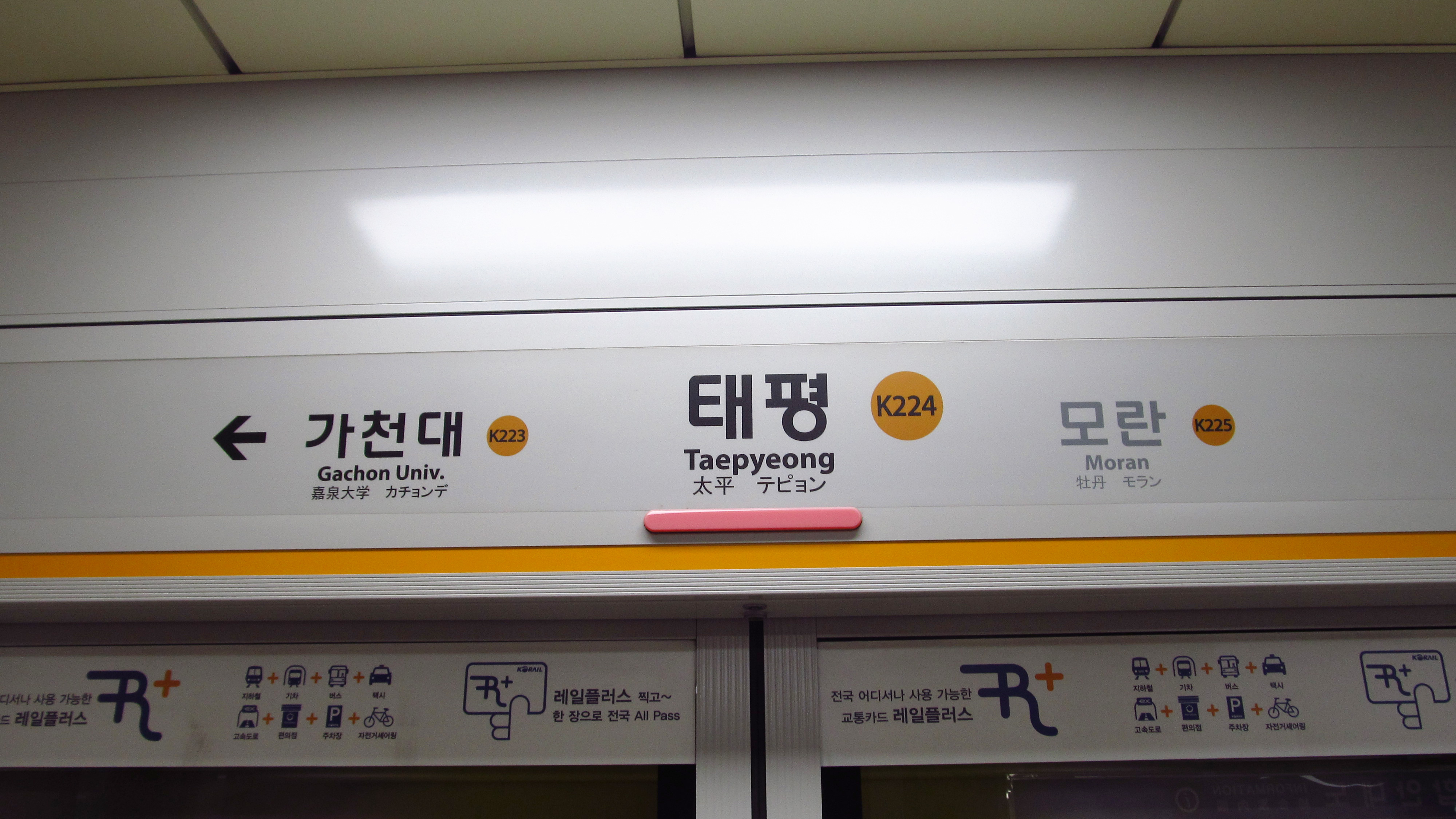
月台門資訊板
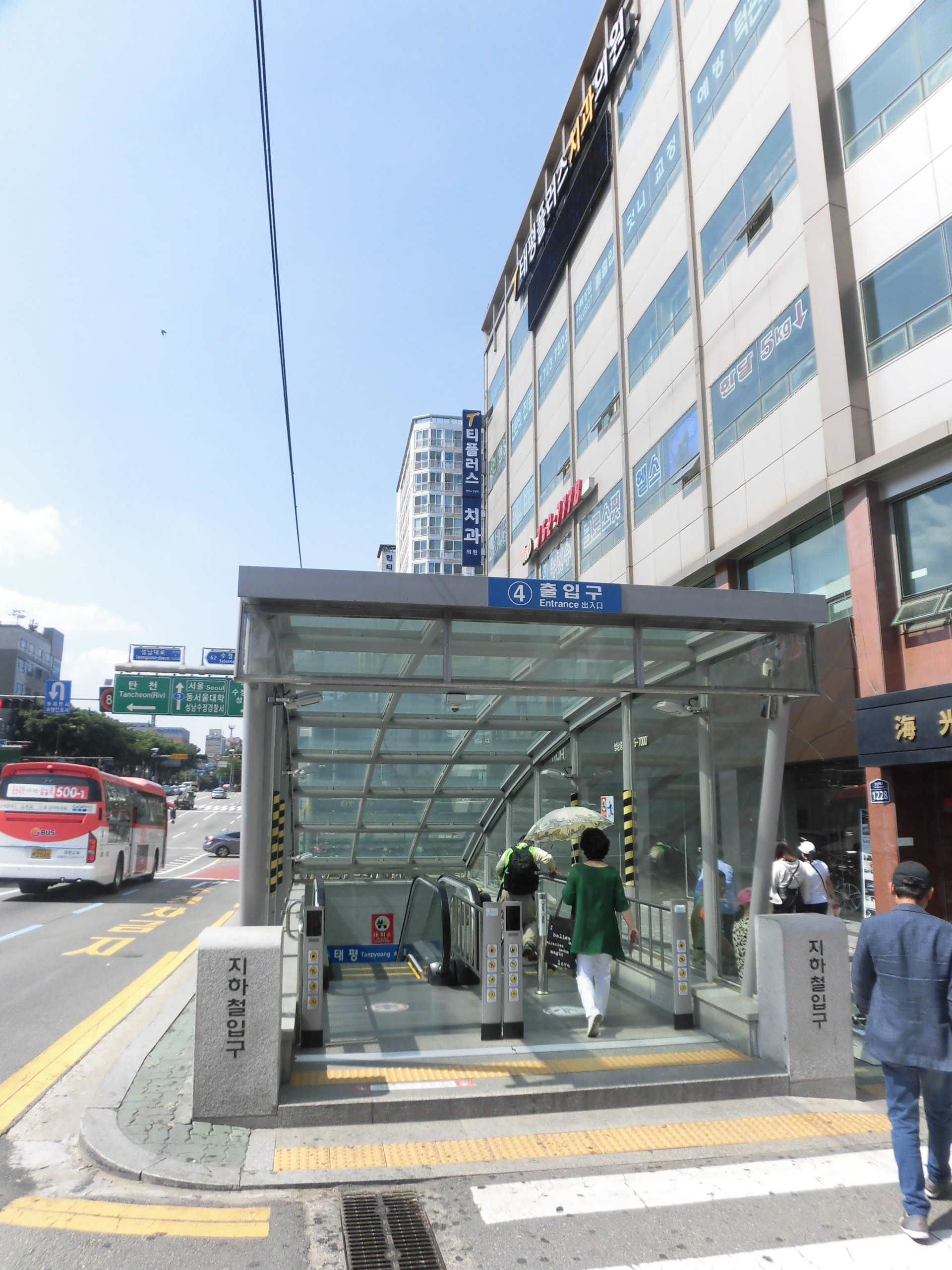
4號出口
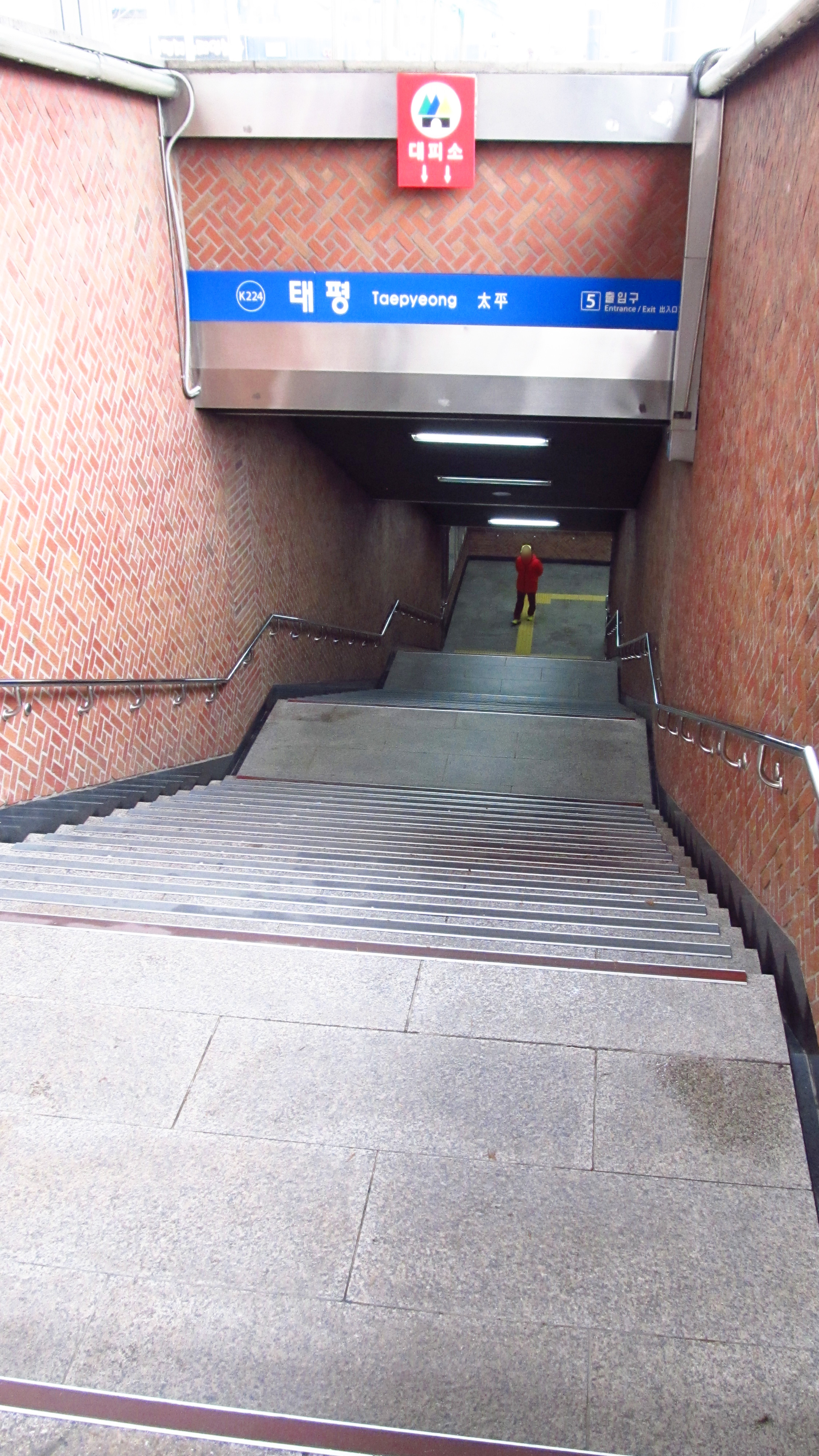
5號出口
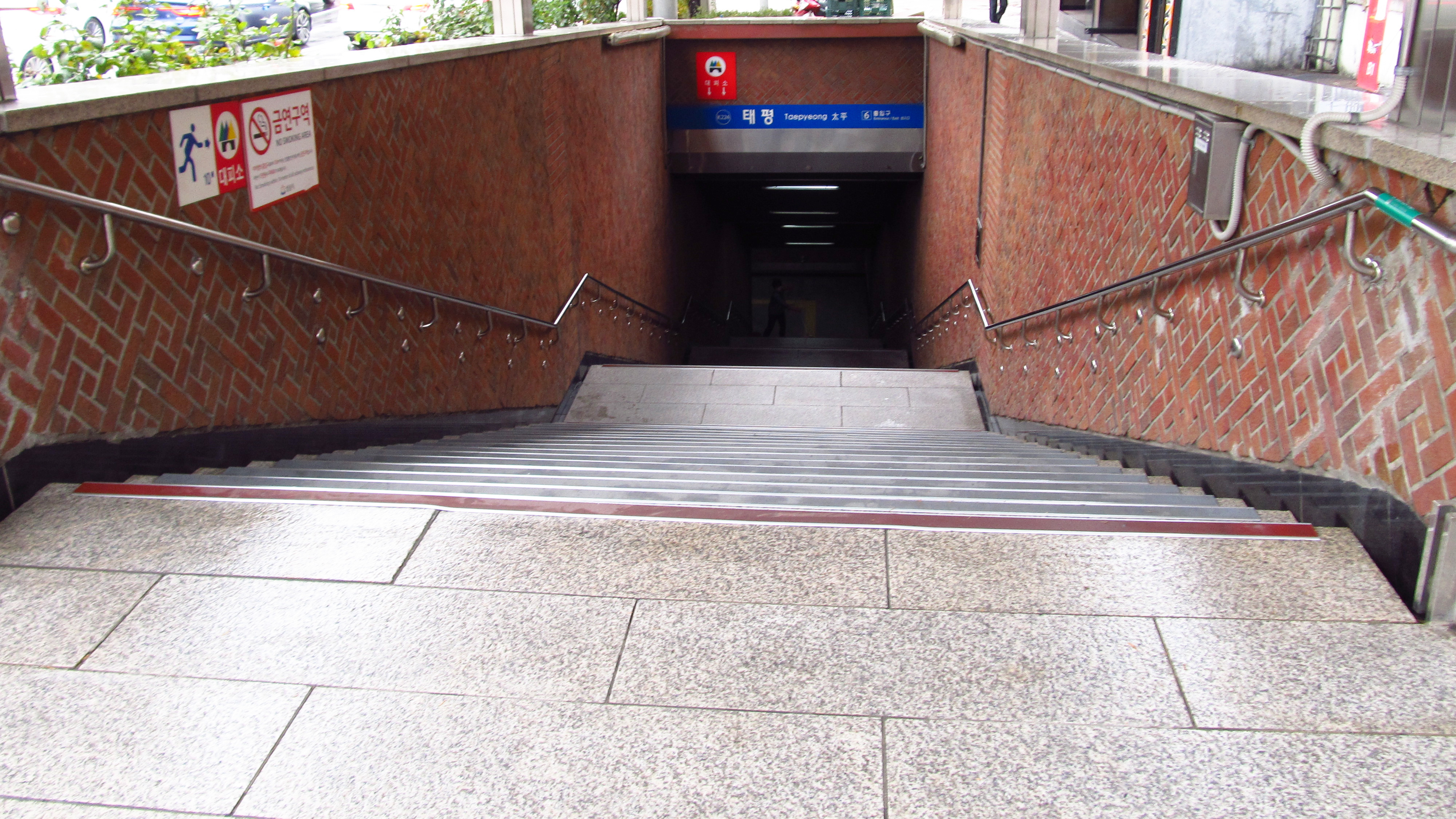
6號出口

## 相鄰車站
韓國鐵道公社
●首都圈電鐵水仁·盆唐線
盆唐急行、緩行
嘉泉大學（K223）－太平（K224）－牡丹（K225）